# Ophiomora elegans
Ophiomora elegans is een slangster uit de familie Ophiomyxidae.
De wetenschappelijke naam van de soort werd in 1907 gepubliceerd door René Koehler.